# Karolis Lukošiūnas
Karolis Lukošiūnas (Vilnius, 4 agosto 1997) è un cestista lituano.

## Palmarès
- Campionato lituano: 3

Žalgiris Kaunas: 2019-2020, 2020-2021, 2022-2023
- Coppa di Lituania: 5

Žalgiris Kaunas: 2019-2020, 2020-2021, 2021-2022, 2022-2023, 2023-2024